# Udo Scherz
Udo Scherz (* 30. April 1934 in Neuruppin; † 3. August 2018) war ein deutscher theoretischer Physiker.
Scherz studierte ab 1955 Physik an der FU Berlin mit dem Diplom 1962 und war dann bis 1965 Assistent am Institut für Theoretische Meteorologie der FU Berlin, an der er 1965 promoviert wurde (Dissertation: Über die hydro-thermodynamischen Gleichungen im Falle nichthomogener Turbulenz und das Lärmproblem). Ab 1965 war er Assistent am 3. Physikalischen Institut der TU Berlin, an der er sich 1970 habilitierte und danach Professor war, zuerst am 3. Physikalischen Institut und ab 1976 am Institut für Theoretische Physik, ab 1994 als geschäftsführender Direktor. 
Scherz befasste sich zuletzt mit theoretischer Festkörperphysik. Von ihm stammt ein Lehrbuch der Quantenmechanik.
1970/71 war er Austauschprofessor am Massachusetts Institute of Technology und 1985/86 Gastwissenschaftler an der Physikalisch-Technischen Bundesanstalt in Braunschweig.

## Schriften (Auswahl)
- Einführung in die Festkörperphysik, in Bergmann-Schaefer Lehrbuch der Experimentalphysik, De Gruyter, Band 6, De Gruyter 2005
- Quantenmechanik – eine kompakte Einführung, Teubner 1999, 2005